# Soulèvement de Valdepeñas
 (novembre 2024).
 (juillet 2024).
 (juillet 2024).
La mise en forme du texte ne suit pas les recommandations de Wikipédia : il faut le « wikifier ».
Les points d'amélioration suivants sont les cas les plus fréquents. Le détail des points à revoir est peut-être précisé sur la page de discussion.
- Les titres sont pré-formatés par le logiciel. Ils ne sont ni en capitales, ni en gras.
- Le texte ne doit pas être écrit en capitales (les noms de famille non plus), ni en gras, ni en italique, ni en « petit »…
- Le gras n'est utilisé que pour surligner le titre de l'article dans l'introduction, une seule fois.
- L'italique est rarement utilisé : mots en langue étrangère, titres d'œuvres, noms de bateaux, etc.
- Les citations ne sont pas en italique mais en corps de texte normal. Elles sont entourées par des guillemets français : « et ».
- Les listes à puces sont à éviter, des paragraphes rédigés étant largement préférés. Les tableaux sont à réserver à la présentation de données structurées (résultats, etc.).
- Les appels de note de bas de page (petits chiffres en exposant, introduits par l'outil «  Source ») sont à placer entre la fin de phrase et le point final[comme ça].
- Les liens internes (vers d'autres articles de Wikipédia) sont à choisir avec parcimonie. Créez des liens vers des articles approfondissant le sujet. Les termes génériques sans rapport avec le sujet sont à éviter, ainsi que les répétitions de liens vers un même terme.
- Les liens externes sont à placer uniquement dans une section « Liens externes », à la fin de l'article. Ces liens sont à choisir avec parcimonie suivant les règles définies. Si un lien sert de source à l'article, son insertion dans le texte est à faire par les notes de bas de page.
- La présentation des références doit suivre les conventions bibliographiques. Il est recommandé d'utiliser les modèles {{Ouvrage}}, {{Chapitre}}, {{Article}}, {{Lien web}} et/ou {{Bibliographie}}. Le mode d'édition visuel peut mettre en forme automatiquement les références.
- Insérer une infobox (cadre d'informations à droite) n'est pas obligatoire pour parachever la mise en page.

Pour une aide détaillée, merci de consulter Aide:Wikification.
Si vous pensez que ces points ont été résolus, vous pouvez retirer ce bandeau et améliorer la mise en forme d'un autre article.
 (novembre 2024).
Guerre d'indépendance espagnole
Batailles
- Dos de Mayo
- Tolède
- Bruc
- Valdepeñas
- Pont d'Alcolea
- Port de Cadix
- Olhão
- Cabezón
- Gérone (1er)
- Saragosse (1er)
- Valence (1er)
- Medina de Rioseco
- Bailén
- Gérone (2e)
- Évora
- Roliça
- Vimeiro

Le soulèvement de Valdepeñas est une insurrection des habitants de Valdepeñas, village situé dans la province espagnole de Ciudad Real, contre les troupes napoléoniennes. L'événement a eu lieu le 6 juin 1808, au début de la guerre d'indépendance espagnole.
Les troupes françaises, dirigées par le général Louis Liger-Belair, ont tenté de réprimer la rébellion, mais ont été confrontées à une résistance acharnée des insurgés. La bataille a entraîné une coupure temporaire des lignes de communication françaises cruciales entre Madrid et l'Andalousie, et a mis en évidence la détermination et la capacité de résistance des forces locales espagnoles.
La coupure des lignes de communications a permis de gravement perturber les mouvements des troupes françaises et de renforcer le moral des forces espagnoles. Ce soulèvement s'inscrit dans une série d'actions de guérilla contre l'occupation napoléonienne qui marquera la Guerre d'indépendance espagnole.

## Introduction
Le 2 mai 1808, la guerre d'indépendance espagnole éclate. En réaction aux insurrections populaires, les troupes napoléoniennes occupent la péninsule Ibérique. Cette occupation vise également à réduire le commerce avec l'Angleterre par le blocus de Cadix.

### Valpadeñas en 1808
En 1808, la commune de Valdepeñas compte 8 000 habitants. Il s'agit d'une des villes les plus prospères de la Nouvelle-Castille, et le plus grand producteur et exportateur de vin d'Espagne. Elle est située à mi-chemin entre Madrid et l'Andalousie, dans le Camino Real.

## Personnalités célèbres
- Juana Galán
- Francisco Abad Moreno «Chaleco»
- La Fraila

## Source de la traduction
- (es) Cet article est partiellement ou en totalité issu de l’article de Wikipédia en espagnol intitulé « Contienda de Valdepeñas » (voir la liste des auteurs).